# Protosciaena trewavasae
Protosciaena trewavasae és una espècie de peix de la família dels esciènids i de l'ordre dels perciformes.

## Morfologia
- Els mascles poden assolir 20 cm de longitud total.[1][2]

## Hàbitat
És un peix marí, de clima tropical i demersal que viu entre 70-220 m de fondària.

## Distribució geogràfica
Es troba a l'oceà Atlàntic occidental: Puerto Rico i des de l'oest de Colòmbia fins al centre de Veneçuela.

## Observacions
És inofensiu per als humans.